# Guitarra clássica
A guitarra clássica (conhecida no Brasil como violão) é um instrumento musical de cordas (cordofone) acústico, membro da família das guitarras. As suas origens remontam a instrumentos como a cítara romana e o alaúde árabe, mas a sua forma moderna foi desenvolvida em Espanha durante o século XIX, principalmente através do trabalho do luthier Antonio de Torres Jurado.
Caracteriza-se por um corpo oco em forma de oito, um braço com trastes que o define como um instrumento temperado, e o uso de cordas de nylon (ou materiais sintéticos semelhantes), em contraste com as cordas de aço usadas em guitarras folk e elétricas. A sua sonoridade, rica em harmónicos e com uma vasta paleta de timbres, tornou-a o instrumento de eleição para a interpretação de música erudita, bem como uma peça central em géneros musicais de todo o mundo, como o flamenco espanhol, a bossa nova e o choro brasileiros, e o fado português.
A evolução da guitarra foi impulsionada por virtuosos e pedagogos como Francisco Tárrega, que estabeleceu os fundamentos da técnica moderna, e Andrés Segovia, que elevou o estatuto do instrumento no século XX, comissionando um vasto repertório a compositores como Heitor Villa-Lobos e Joaquín Rodrigo. A sua construção, uma arte conhecida como luteria, é um processo complexo que equilibra a engenharia acústica com a seleção criteriosa de madeiras para alcançar a sonoridade desejada.

## Etimologia e Terminologia
A palavra guitarra tem a sua origem mais imediata no termo qitara (قيثارة) da língua árabe falada na al-Andalus, derivado por sua vez do latim cithara, que descendia do grego κιθάρα (kithára).
Na língua portuguesa, o uso dos termos varia geograficamente. Em Portugal, guitarra refere-se geralmente à guitarra portuguesa, sendo o instrumento de seis cordas de nylon designado por viola ou, mais formalmente, guitarra clássica. No Brasil, o termo violão tornou-se a designação padrão e inequívoca para a guitarra clássica. Acredita-se que o nome derive diretamente do termo "viola", que designa as violas portuguesas (como a viola caipira, sua descendente brasileira), com o acréscimo do sufixo aumentativo "-ão". Embora muitos estudiosos tenham tentado unificar a nomenclatura com o resto do mundo, "violão" permaneceu. O termo "guitarra" só retornou ao vocabulário corrente brasileiro no século XX para designar a guitarra elétrica.

## História e Evolução
A trajetória da guitarra clássica é uma narrativa de séculos de evolução, desde os seus ancestrais na antiguidade até se tornar um dos instrumentos mais versáteis e difundidos do mundo. A sua forma e sonoridade foram moldadas por inovações culturais, tecnológicas e artísticas em diferentes épocas.

### Precursores: Vihuela e Guitarra Barroca
Os antecessores diretos da guitarra moderna surgiram na Europa durante a Renascença. Na Espanha do século XVI, o instrumento de cordas beliscadas mais prestigiado era a vihuela de mano. Com um corpo em forma de '8', semelhante à guitarra, fundo plano e seis ordens (pares) de cordas de tripa, a vihuela era o instrumento da aristocracia e o veículo para um sofisticado repertório polifónico de compositores como Luys Milán e Luys de Narváez. A sua construção "à espanhola" (alla spagnola), com laterais curvas, distinguia-a do alaúde de fundo abaulado, que dominava o resto da Europa.
Durante o período Barroco, a guitarra barroca de cinco ordens suplantou a vihuela em popularidade. Este instrumento representou uma revolução social e musical: mais acessível, tornou-se popular em todas as classes sociais, das ruas aos salões da realeza, como a corte de Luís XIV de França. A sua principal inovação foi a ênfase na harmonia, com o desenvolvimento de técnicas de rasgueado (acordes ritmados) e sistemas de notação como o alfabeto, que usava letras ou números para representar acordes, democratizando a prática musical.

### A Transição para a Guitarra de Seis Cordas
Em meados do século XVIII, uma mudança crucial ocorreu: a adição de uma sexta ordem de cordas graves e a transição gradual de ordens duplas para cordas simples. Este instrumento de seis cordas simples tornou-se a norma, e com ele vieram outras modificações: o braço tornou-se mais longo, a escala foi elevada e equipada com mais trastes, e a tablatura foi abandonada em favor da notação musical padrão na clave de sol. Este período, na viragem para o século XIX, viu a guitarra consolidar-se como um instrumento de salão e de concerto, com um repertório crescente de compositores-virtuosos como Fernando Sor, Mauro Giuliani e Matteo Carcassi.
A figura mais importante na história da construção da guitarra é o luthier espanhol Antonio de Torres Jurado (1817–1892). Trabalhando em Sevilha e Almeria, Torres não "inventou" a guitarra, mas aperfeiçoou o seu design de forma tão radical e bem-sucedida que os seus instrumentos se tornaram o padrão definitivo, conhecido hoje como a guitarra clássica ou de concerto. As suas principais inovações foram:
1. Aumento das Dimensões do Corpo: Torres aumentou significativamente o tamanho do corpo da guitarra, especialmente a largura dos bojos superior e inferior. Isso aumentou o volume de ar interno, resultando num som mais potente e com uma resposta de graves muito mais rica.[2]
2. Leque Harmônico (Fan Bracing): A sua inovação mais significativa foi o desenvolvimento e a perfeição do sistema de leque harmônico (fan bracing). Ele utilizou uma estrutura de sete barras de madeira finas, coladas no interior do tampo e dispostas em forma de leque a partir da boca. Este design permitiu que o tampo fosse construído muito mais fino e leve, vibrando com maior liberdade, ao mesmo tempo que garantia a integridade estrutural contra a tensão das cordas. O resultado foi um aumento dramático no volume, no sustain e na complexidade harmónica.[9][10]
3. Padronização da Mensure (Comprimento da Corda): Ele estabeleceu o comprimento de corda vibrante de 650 mm como o padrão para guitarras de concerto, um padrão que perdura até hoje.[2]

Os instrumentos de Torres tornaram-se o modelo definitivo, e o seu design foi rapidamente adotado por luthiers em Madrid e por todo o mundo, formando a base para praticamente todas as guitarras clássicas construídas desde então.

### O Século XX: Consolidação como Instrumento de Concerto
Com o instrumento fisicamente aperfeiçoado por Torres e com uma técnica moderna estabelecida por Francisco Tárrega e os seus discípulos, a guitarra entrou no século XX pronta para conquistar o seu lugar definitivo no panteão dos instrumentos de concerto. Este processo foi impulsionado por figuras visionárias, em especial o guitarrista espanhol Andrés Segovia. Segovia dedicou a sua vida a elevar o estatuto da guitarra, convencendo compositores proeminentes como Joaquín Turina, Manuel Ponce e Heitor Villa-Lobos a escreverem obras substanciais para o instrumento. As suas inúmeras transcrições, especialmente de obras de Johann Sebastian Bach, demonstraram a capacidade polifónica e expressiva da guitarra, e as suas incansáveis digressões e gravações levaram o instrumento a um público global.
| Período          | Instrumento Dominante       | Inovações Chave na Construção/Técnica                                                               | Compositores e Obras Marcantes                                                                     | Contexto Sócio-Cultural                                                                                                |
| ---------------- | --------------------------- | --------------------------------------------------------------------------------------------------- | -------------------------------------------------------------------------------------------------- | --- |
| c. 1530–1600     | Vihuela de Mano             | 6 ordens de tripa, fundo plano, forma de '8', técnica de dedillo e punteado.                        | Luys Milán (El Maestro), Luys de Narváez (Los seys libros del Delphin).                            | Instrumento da aristocracia na Espanha da Renascença, símbolo cultural nacional.                                       |
| c. 1600–1750     | Guitarra barroca            | 5 ordens, afinação reentrante, técnica de rasgueado, notação de acordes (alfabeto).                 | Gaspar Sanz (Instrucción de Música...), Francesco Corbetta.                                        | Revolução harmónica; ascensão de instrumento popular a instrumento da corte e da burguesia.                            |
| c. 1750–1850     | Guitarra de 6 cordas/ordens | Adição da 6ª corda/ordem, transição para cordas simples, abandono da tablatura por notação pautada. | Fernando Sor (Estudos, Sonatas), Mauro Giuliani (Concertos), Matteo Carcassi (Método Op. 59).      | Consolidação no estilo clássico; instrumento de salão e virtuosismo emergente.                                         |
| c. 1850–1910     | Guitarra "Torres"           | Corpo maior, leque harmônico (fan bracing), mensure de 650mm, técnica de mão direita de Tárrega.    | Francisco Tárrega (Recuerdos de la Alhambra), transcrições de Isaac Albéniz.                       | Nascimento da guitarra de concerto moderna; nacionalismo romântico espanhol.                                           |
| c. 1910–Presente | Guitarra Clássica Moderna   | Cordas de nylon (pós-1946), inovações em bracing (lattice, double-top).                             | Andrés Segovia (comissões), Heitor Villa-Lobos (Estudos, Prelúdios), Benjamin Britten (Nocturnal). | Aceitação global como instrumento de concerto; expansão massiva do repertório; fusão com jazz, pop e músicas do mundo. |

## Construção (Luteria)
A construção de uma guitarra clássica é um processo artesanal que combina ciência acústica, engenharia estrutural e uma profunda sensibilidade artística. Cada componente, desde a escolha da madeira até ao verniz final, desempenha um papel crucial na determinação da "voz" do instrumento — o seu timbre, volume, projeção e capacidade de resposta.

### Anatomia da Guitarra Clássica

Partes de uma guitarra clássica (violão).

Uma guitarra clássica é composta por três secções principais: a cabeça, o braço e o corpo. A figura à direita ilustra os seus componentes:
1. Cabeça, mão ou headstock: A extremidade superior do instrumento, onde se localiza o sistema de afinação. Nas guitarras clássicas, possui ranhuras onde são montados os carrilhões.
2. Pestana ou nut: Pequena peça de osso, plástico ou metal que guia as cordas da cabeça para a escala, determinando o seu espaçamento e a altura inicial.
3. Cravelha, tarraxa ou carrilhão: O mecanismo de engrenagem que permite tensionar e afinar as cordas.
4. Trastes ou frets: Filetes de metal incrustados na escala em posições calculadas matematicamente para produzir as notas da escala cromática temperada.
5. Elementos decorativos: Incrustações ou mosaicos, como a roseta em torno da boca.
6. Braço: A longa peça de madeira que liga a cabeça ao corpo, sobre a qual a escala é colada.
7. Tróculo ou heel: A parte do braço que se junta ao corpo do instrumento.
8. Corpo: A caixa de ressonância, responsável pela amplificação do som.
9. Cavalete ou bridge: Peça de madeira colada ao tampo que ancora as cordas e transmite a sua vibração.
10. Fundo: A parte traseira do corpo.
11. Tampo: A parte frontal do corpo, o componente mais importante para a produção do som.
12. Lateral, faixa ou ilharga: As finas tiras de madeira que formam os lados do corpo, ligando o tampo ao fundo.
13. Abertura ou boca: O orifício circular no tampo que permite a projeção do som.
14. Cordas: Os elementos vibratórios que geram o som.
15. Rastilho ou saddle: Peça de osso ou material sintético encaixada no cavalete, sobre a qual as cordas repousam, determinando a sua altura (ação) e o comprimento vibrante.
16. Escala: A lâmina de madeira dura (geralmente ébano) colada na face superior do braço, onde os trastes são inseridos e os dedos do músico pressionam as cordas.

### Madeiras Tonais (Tonewoods): Propriedades e Influência Sonora
A escolha das madeiras (tonewoods) é talvez o fator mais crítico na definição do caráter sonoro de uma guitarra. Um luthier seleciona diferentes espécies de madeira para cada parte do instrumento com base nas suas propriedades acústicas, que são determinadas por uma combinação de três fatores físicos principais: densidade (massa por volume), módulo de elasticidade (rigidez) e amortecimento interno (a taxa a que a madeira dissipa a energia vibratória).

#### Tampos: Abeto (Spruce) vs. Cedro (Cedar)
O tampo é o "coração" da guitarra, agindo como um diafragma que transforma a energia das cordas em ondas sonoras. As duas madeiras mais utilizadas são:
- Abeto (Spruce): A escolha tradicional, usada há séculos em instrumentos de cordas. Espécies como o Abeto Europeu (Picea abies) e o Abeto Sitka (Picea sitchensis) são valorizadas pela sua elevada relação rigidez/peso. Acusticamente, o abeto produz um timbre claro, brilhante e com uma grande complexidade de harmónicos. É conhecido por "abrir" com o tempo, ou seja, o seu som torna-se mais rico e ressonante à medida que o instrumento é tocado. Oferece uma vasta paleta de modulação dinâmica e tímbrica.[16][17]
- Cedro Vermelho Ocidental (Thuja plicata): Popularizado por José Ramírez III na década de 1960.[10] O cedro é menos denso e mais macio que o abeto. Produz um som que é frequentemente descrito como "quente", "escuro" e com uma resposta muito rápida. O timbre é dominado por notas fundamentais fortes, com menos complexidade de harmónicos. As guitarras de cedro tendem a soar mais "maduras" e com mais volume desde o início, mas com menor potencial de desenvolvimento tímbrico ao longo do tempo.[16]

#### Fundo e Ilhargas: Jacarandá, Cipreste e Outras Madeiras
O fundo e as ilhargas funcionam como a "caixa" do ressoador, refletindo e colorindo o som gerado pelo tampo.
- Jacarandá (Rosewood): Considerado o padrão de ouro. O Jacarandá-da-Bahia (Dalbergia nigra) é lendário pela sua densidade, estabilidade e qualidades acústicas. Produz um som profundo, com grande sustain e uma riqueza de harmónicos que resulta num timbre complexo e quase "metálico". Devido ao risco de extinção, o seu comércio é altamente restrito pela CITES, tornando-o raro e caro.[13][16] O Jacarandá Indiano (Dalbergia latifolia) é a alternativa mais comum, oferecendo um som semelhante, embora geralmente um pouco mais quente e com menos brilho nos harmónicos.[17]
- Cipreste (Cypress): A madeira tradicional para as guitarras de flamenco. É muito leve e porosa, o que contribui para um som brilhante, percussivo e com um ataque muito rápido e um decaimento sonoro curto — ideal para a clareza rítmica exigida no flamenco.[16]
- Outras Madeiras: Bordo (Maple) produz um som brilhante e focado, com boa separação de notas. Nogueira (Walnut) e Mogno (Mahogany) oferecem um timbre intermédio entre a escuridão do jacarandá e o brilho do bordo.[16][17]

| Madeira                                 | Aplicação Típica        | Densidade Média ($$kg/m^3$$) | Módulo de Elasticidade ($$GPa$$) | Características Sonoras Típicas                                                                            | Notas                                                                      |
| --------------------------------------- | ----------------------- | ---------------------------- | -------------------------------- | --- | -------------------------------------------------------------------------- |
| Abeto Europeu (Picea abies)             | Tampo                   | 430                          | 11.0 - 14.5                      | Timbre complexo, brilhante, claro, rico em harmónicos. Grande capacidade de modulação. "Abre" com o tempo. | A escolha tradicional para violinos e guitarras clássicas europeias.       |
| Cedro Vermelho (Thuja plicata)          | Tampo                   | 380                          | 7.5 - 9.0                        | Timbre quente, escuro, com resposta rápida e fundamentais fortes. Menos complexidade harmónica.            | Popularizado por Ramírez. Comum em guitarras de concerto modernas.         |
| Jacarandá-da-Bahia (Dalbergia nigra)    | Fundo e Ilhargas        | 840                          | 12.0 - 14.0                      | Som profundo, ressonante, com sustain longo e harmónicos ricos e "metálicos".                              | Considerado o auge das madeiras para fundo/ilhargas. Protegido pela CITES. |
| Jacarandá Indiano (Dalbergia latifolia) | Fundo e Ilhargas        | 830                          | 10.0 - 13.0                      | Semelhante ao da Bahia, mas geralmente mais quente e com um pouco menos de brilho.                         | O padrão da indústria atual como substituto do Jacarandá-da-Bahia.         |
| Cipreste (Cupressus sempervirens)       | Fundo e Ilhargas        | 550                          | 9.0 - 11.0                       | Som brilhante, percussivo, com ataque rápido e decaimento curto (punchy).                                  | A madeira por excelência para guitarras de flamenco.                       |
| Mogno (Swietenia macrophylla)           | Braço, Fundo e Ilhargas | 540                          | 9.0 - 11.5                       | Timbre "amadeirado", focado nos médios, com boa clareza e ataque direto.                                   | Muito usado para braços devido à sua estabilidade e peso moderado.         |

Nota: Os valores de densidade e módulo de elasticidade são aproximados e podem variar significativamente dependendo da peça específica de madeira.

### O Leque Harmônico (Bracing): Estrutura e Acústica
O leque harmônico é o sistema de barras de madeira coladas na parte interna do tampo. A sua função é dupla: reforçar o tampo contra a enorme tensão exercida pelas cordas (cerca de 40 kg numa guitarra clássica) e, crucialmente, "esculpir" o som, controlando os modos de vibração do tampo para favorecer certas frequências e criar uma voz equilibrada e agradável.

#### Ladder Bracing (Escada)
O sistema mais antigo e simples, consistindo em barras transversais paralelas, perpendiculares ao grão da madeira do tampo. Era usado em alaúdes, vihuelas e guitarras barrocas. Embora estruturalmente simples, não distribui a tensão de forma eficiente e tende a restringir a vibração do tampo, resultando num som com menos graves e sustain.

#### Fan Bracing (Leque de Torres)
A inovação revolucionária aperfeiçoada por Antonio de Torres. Consiste tipicamente em 5, 7 ou 9 barras finas que se irradiam em forma de leque a partir da base da boca. Este design distribui a tensão de forma mais eficaz e permite que a parte inferior do tampo (a mais larga) vibre mais livremente como uma unidade. O resultado é um som com uma resposta de graves muito mais profunda, um timbre mais quente e complexo, e um sustain superior. Este continua a ser o padrão dominante para guitarras clássicas de construção tradicional.

#### Inovações Modernas: Lattice, Radial e Double-Top
No final do século XX, luthiers começaram a experimentar com novos designs para aumentar o volume e a capacidade de resposta, em resposta às exigências dos concertistas modernos.
- Lattice Bracing (Treliça): Popularizado pelo luthier australiano Greg Smallman. Consiste numa grelha de barras muito finas e leves, muitas vezes feitas de balsa ou abeto laminado com fibra de carbono. Esta estrutura é extremamente rígida, permitindo que o tampo seja feito com uma espessura mínima (por vezes menos de 1.5 mm). O resultado é uma guitarra com um volume e projeção enormes e uma resposta extremamente rápida. No entanto, o timbre é frequentemente criticado por ser menos "tradicional", por vezes descrito como mais percussivo ou "nasal" em comparação com o fan bracing.[10]
- Double-Top (Tampo Duplo): Pioneirado por luthiers alemães como Matthias Dammann e Gernot Wagner, não é um padrão de bracing, mas uma construção de tampo. Uma camada de Nomex (um material compósito em forma de favo de mel, muito leve e rígido) é prensada entre duas "peles" muito finas de madeira (cedro ou abeto). O objetivo é criar um tampo que seja simultaneamente muito mais leve e mais rígido do que um tampo de madeira maciça, combinando o volume e a resposta de um lattice com um timbre que se aproxima mais do tradicional.[20][10]

| Padrão de Leque               | Filosofia Construtiva | Características Sonoras Resultantes | Associado a                                                                     |
| ----------------------------- | --- | --- | ------------------------------------------------------------------------------- |
| Ladder Bracing (Escada)       | Simplicidade estrutural com barras transversais. Reforça o tampo, mas limita a sua vibração complexa.                             | Som direto, com boa clareza nos agudos, mas com graves limitados e pouco sustain.                                                                                      | Alaúdes, guitarras barrocas, guitarras românticas primitivas (ex: René Lacôte). |
| Fan Bracing (Leque de Torres) | Distribui a tensão e permite a vibração unificada do bojo inferior. Equilibra rigidez e flexibilidade.                            | Timbre quente, rico em graves, sustain longo, grande complexidade harmónica. Considerado o som "tradicional" da guitarra clássica.                                     | Antonio de Torres Jurado, José Ramírez I, Hermann Hauser I.                     |
| Lattice Bracing (Treliça)     | Máxima rigidez com peso mínimo, usando uma estrutura de grelha (muitas vezes com compósitos). Permite um tampo extremamente fino. | Volume e projeção muito elevados, resposta extremamente rápida. Timbre pode ser mais percussivo e brilhante, por vezes descrito como "não tradicional".                | Greg Smallman, luthiers australianos e modernos.                                |
| Double Top (com Nomex)        | Construção de tampo em sanduíche (madeira-Nomex-madeira). Não é um padrão de leque, mas uma tecnologia de tampo.                  | Combina a leveza e rigidez de um lattice (resultando em alto volume e resposta rápida) com um timbre que busca reter o calor e a complexidade de um tampo tradicional. | Matthias Dammann, Gernot Wagner, luthiers de ponta contemporâneos.              |

### O Processo de Construção: Da Madeira ao Instrumento Final
A construção de uma guitarra de concerto é um processo meticuloso que pode levar centenas de horas. Embora os métodos variem entre luthiers, os passos fundamentais são os seguintes:
1. Seleção e Preparação da Madeira: O luthier seleciona as peças de madeira, considerando o grão, a idade e as propriedades acústicas. As madeiras são cortadas e levadas à espessura desejada (muitas vezes menos de 2.5 mm para o tampo).
2. Junção das Placas e Roseta: O tampo e o fundo são geralmente feitos de duas peças espelhadas (bookmatched) coladas ao centro. No tampo, um canal é aberto para a incrustação da roseta, o mosaico decorativo em torno da boca, que é instalado antes de qualquer outra montagem.
3. Moldagem das Ilhargas: As finas tiras de madeira para as ilhargas são embebidas em água e depois aquecidas e dobradas num molde de metal quente (bending iron) para lhes dar a forma de '8' característica do corpo.
4. Montagem do Tampo e Leque: As barras do leque harmônico são esculpidas individualmente — um processo chamado tap-tuning, onde o luthier bate nas barras para ouvir a sua ressonância — e coladas com precisão na face interna do tampo.
5. Montagem do Corpo: As ilhargas moldadas são fixadas num molde de trabalho (solera). O tampo e o fundo são então colados às ilhargas, "fechando a caixa". O método tradicional espanhol (Spanish heel) envolve integrar o braço no corpo desde o início, com as ilhargas a encaixarem em ranhuras no tróculo do braço, criando uma junção extremamente sólida.
6. Construção do Braço e Escala: O braço é esculpido na sua forma final, e a escala de madeira dura (geralmente ébano) é colada na sua superfície. Os trastes são então inseridos e nivelados com extrema precisão.
7. Cavalete e Acabamento: O cavalete é esculpido e colado na posição exata sobre o tampo. O instrumento inteiro é então lixado meticulosamente e recebe o acabamento. O método tradicional é a polidura francesa (French polish), um processo trabalhoso de aplicação de dezenas de camadas finas de goma-laca, que resulta num acabamento muito fino que não amortece a vibração da madeira.
8. Ajuste Final (Set-up): A pestana e o rastilho são moldados e ranhurados, as tarraxas são instaladas, e as cordas são colocadas. O luthier faz os ajustes finais na altura das cordas (ação) e na entonação para garantir a máxima tocabilidade e perfeição sonora. A precisão em cada etapa é fundamental.[21]

## A Técnica Violonística
A técnica da guitarra clássica é um sistema altamente desenvolvido de posturas e movimentos que evoluiu ao longo de séculos para permitir a execução de música complexa, polifónica e expressiva. Duas escolas pedagógicas principais do século XIX e XX, as de Francisco Tárrega e Abel Carlevaro, definiram a abordagem moderna.

### A Postura e a Posição das Mãos
A postura de concerto padrão foi largamente estabelecida no século XIX. O executante senta-se, com a guitarra apoiada na perna esquerda, que é elevada por um banquinho (footstool). Esta posição eleva a cabeça do instrumento, colocando o braço num ângulo que facilita o acesso da mão esquerda a toda a escala. O guitarrista e pedagogo espanhol Dionisio Aguado foi um dos primeiros a defender e popularizar esta postura, que otimiza a estabilidade e a ergonomia. A mão direita posiciona-se sobre a boca, com o pulso ligeiramente arqueado, permitindo que os dedos ataquem as cordas perpendicularmente. A mão esquerda aborda o braço com os dedos curvados, minimizando a tensão e maximizando a agilidade.

### A Escola de Tárrega e a Mão Direita
Francisco Tárrega (1852–1909) é considerado o fundador da técnica moderna da guitarra. A sua inovação mais significativa foi a sistematização da técnica da mão direita. Ele defendeu uma posição da mão perpendicular às cordas, o que permitia um ataque mais direto, controlado e eficiente. A partir desta postura, ele refinou e ensinou os dois toques fundamentais:
- Tirando (free stroke): O dedo ataca a corda e move-se livremente no ar, sem tocar na corda adjacente. É o toque usado para arpejos, acordes e passagens polifónicas, onde a clareza e a independência das vozes são essenciais.
- Apoyando (rest stroke): Após atacar a corda, o dedo repousa (apoia-se) na corda seguinte, mais grave. Este movimento transfere mais energia para a corda, produzindo um som mais cheio, redondo e com maior volume. É ideal para linhas melódicas que precisam de se destacar.

Tárrega também iniciou o debate, que continua até hoje, sobre tocar com as unhas ou apenas com a polpa dos dedos. Ele próprio alternou entre os dois métodos ao longo da sua vida, mas a maioria dos concertistas modernos utiliza uma combinação de polpa e unha, cuidadosamente lixada, para obter uma vasta gama de cores tímbricas. A "Escola de Tárrega" foi disseminada globalmente pelos seus alunos, como Miguel Llobet e Emilio Pujol. No Brasil, a sua influência foi transformadora, introduzida por figuras como a concertista espanhola Josefina Robledo no início do século XX e consolidada pelo pedagogo uruguaio Isaías Sávio, que estruturou o ensino do violão clássico no país com base nos princípios de Tárrega.

### A Escola de Abel Carlevaro e a Teoria do Aparato Motor
No século XX, o mestre uruguaio Abel Carlevaro (1916–2001) propôs uma nova e revolucionária abordagem pedagógica, que ele descreveu como uma "nova escola de guitarra". Em vez de se basear na tradição empírica, Carlevaro analisou a técnica violonística a partir dos princípios da anatomia e da física, buscando a máxima eficiência e a ausência de tensão.
O seu conceito central é o do "aparato motor", que trata o conjunto de dedos, mão, pulso, antebraço e braço como um sistema único e integrado. A sua metodologia, detalhada na série de livros Escuela de la Guitarra e nos Cuadernos, classifica e sistematiza todos os movimentos necessários para tocar:
- Para a mão esquerda, ele analisou exaustivamente as mudanças de posição (traslados), as extensões e contrações dos dedos, e os ligados, desenvolvendo exercícios baseados em "fórmulas" motoras.
- Para a mão direita, ele foi além dos toques de tirando e apoyando, analisando o ataque de cada dedo em relação ao seu ângulo e ponto de contato com a corda para produzir diferentes timbres.

A passagem da escola de Tárrega para a de Carlevaro representa uma evolução da pedagogia musical, de um modelo intuitivo e artístico para um modelo sistemático e científico. Tárrega procurava um "belo som" com base na sua sensibilidade; Carlevaro procurava o "movimento correto" com base na análise fisiológica. Ele criou uma gramática universal do movimento do corpo em relação ao instrumento, que podia ser ensinada e otimizada de forma racional, influenciando profundamente o ensino avançado da guitarra na segunda metade do século XX.

## O Repertório Erudito
A literatura para guitarra clássica é vasta e diversificada, abrangendo mais de quatro séculos de música. Foi moldada por compositores que eram eles próprios virtuosos do instrumento e por grandes mestres da música ocidental que foram cativados pelas suas possibilidades expressivas.

### O Período Clássico e Romântico: Sor, Giuliani e Carcassi
Após a sua transformação em um instrumento de seis cordas simples, a guitarra encontrou os seus primeiros grandes mestres compositores, que a estabeleceram como um instrumento de concerto sério.
- Fernando Sor (1778–1839): Apelidado de "o Beethoven da guitarra", Sor foi um compositor catalão cuja obra combina a elegância formal do Classicismo com uma profundidade harmónica e contrapontística sem precedentes para o instrumento. As suas sonatas, temas com variações e, especialmente, os seus vinte estudos (Op. 6 e 29), são pilares do repertório e da pedagogia, demonstrando uma escrita sofisticada que frequentemente evoca texturas orquestrais.[8]
- Mauro Giuliani (1781–1829): Virtuoso italiano radicado em Viena, Giuliani personificou o estilo brilhante e operático. As suas composições, incluindo três concertos para guitarra e orquestra e as Rossinianas (fantasias sobre temas de Gioachino Rossini), são cheias de lirismo melódico e passagens de bravura que exploram os limites técnicos do instrumento.[2]
- Matteo Carcassi (1792–1853): Compositor e pedagogo florentino, Carcassi é mais conhecido pelo seu Método Completo para Guitarra (Op. 59) e pelos seus 25 Estudos Melódicos e Progressivos (Op. 60).[26] As suas obras são valorizadas pela sua clareza, elegância e eficácia pedagógica, servindo como uma introdução fundamental à técnica e ao estilo do século XIX.[2]

### O Nacionalismo Espanhol: Tárrega, Albéniz e Granados
No final do século XIX, a guitarra tornou-se a voz por excelência do nacionalismo musical espanhol, evocando as cores, os ritmos e as melodias da cultura ibérica.
- Francisco Tárrega (1852–1909): Figura central desta era, Tárrega foi o pai da escola moderna de guitarra espanhola. As suas composições originais, como Recuerdos de la Alhambra (famosa pelo seu uso contínuo de trémulo), Lágrima e Capricho Árabe, são joias do repertório romântico. Igualmente importante foi o seu trabalho como transcritor. Ao adaptar para a guitarra peças para piano de Isaac Albéniz (como Asturias (Leyenda) e Granada) e Enrique Granados (como a Dança Espanhola No. 5), Tárrega não só enriqueceu a literatura do instrumento, mas demonstrou que a guitarra de Torres era o veículo ideal para expressar a "alma" da música espanhola.[2]

### O Século XX: A Era dos Virtuosos e Compositores
O século XX testemunhou a aceitação definitiva da guitarra no palco de concertos internacional, um processo liderado por virtuosos carismáticos que inspiraram uma nova e vasta literatura para o instrumento.

#### O Legado de Andrés Segovia

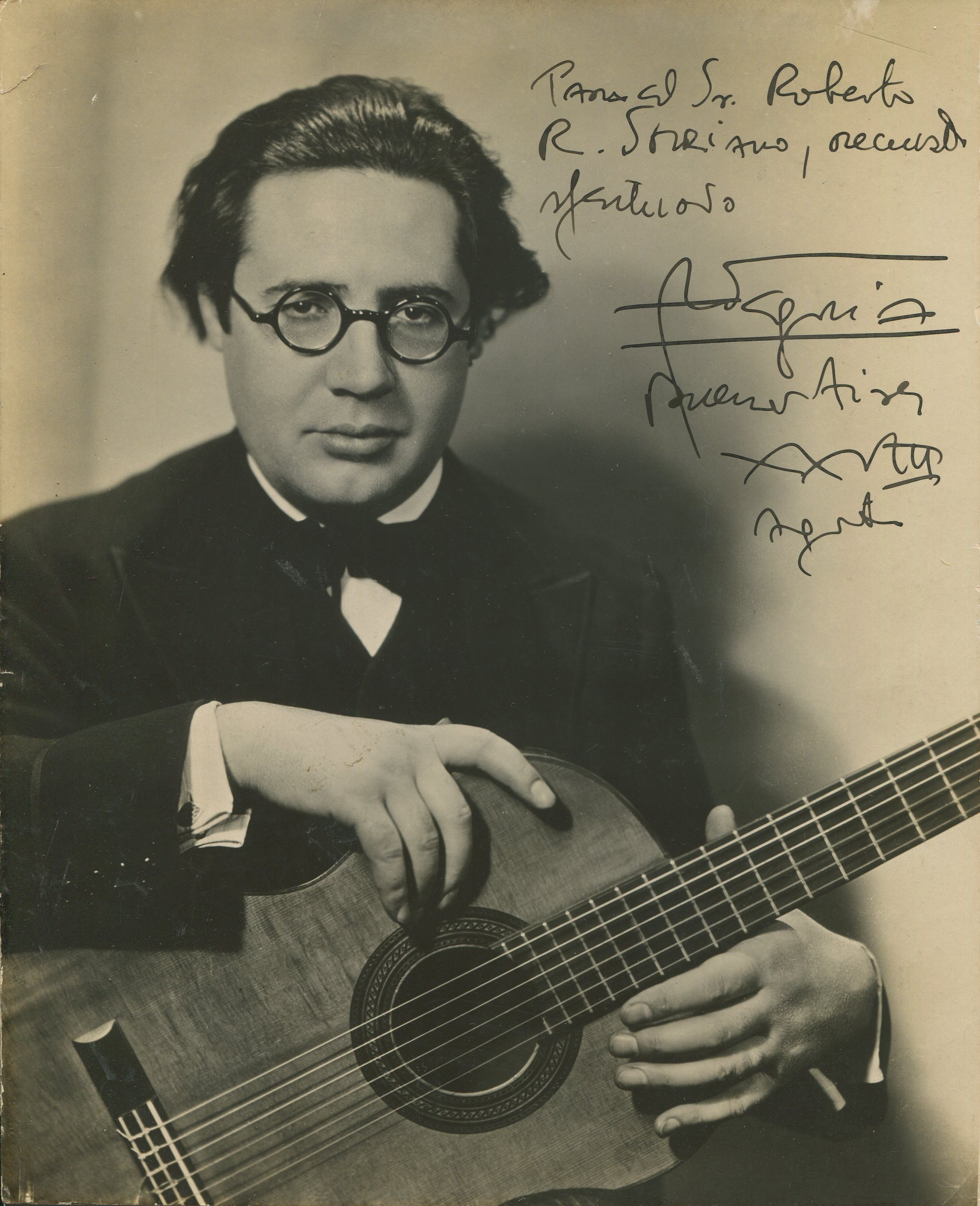
Andrés Segovia, a figura mais influente na popularização da guitarra no século XX.

Andrés Segovia (1893–1987) foi, sem dúvida, a figura mais influente na história da guitarra no século XX. A sua missão de vida foi legitimar a guitarra como um instrumento de concerto equiparável ao piano ou ao violino. A sua estratégia foi dupla e brilhantemente executada:
1. Expansão do Repertório por Transcrição: Segovia transcreveu centenas de obras de outras instrumentações, provando a versatilidade e a profundidade da guitarra. A sua transcrição mais famosa e impactante foi a da Chacona da Partita para violino solo nº 2 de J.S. Bach, um feito que demonstrou a capacidade polifónica e a seriedade monumental da guitarra.[3]
2. Criação de um Novo Repertório Original: Mais importante ainda, Segovia usou o seu prestígio para persuadir e comissionar obras aos maiores compositores da sua época. O mexicano Manuel Ponce (Sonatina Meridional, Folias de España), o italiano Mario Castelnuovo-Tedesco (Concerto em Ré), o espanhol Federico Moreno Torroba (Castillos de España) e, acima de tudo, Joaquín Rodrigo, que compôs para Segovia a Fantasia para un Gentilhombre, escreveram obras-primas que hoje formam o núcleo do repertório do século XX.[11][27]

#### Heitor Villa-Lobos
O compositor brasileiro Heitor Villa-Lobos (1887–1959) é amplamente considerado o mais importante compositor para guitarra do século XX, apesar de não ser guitarrista. As suas obras são absolutamente centrais no repertório. Os seus Doze Estudos (1929), encomendados por Segovia, são o equivalente para a guitarra dos estudos de Chopin para o piano — peças que resolvem um problema técnico específico enquanto são obras de concerto de grande valor artístico. Os seus Cinco Prelúdios (1940) são peças mais líricas e atmosféricas. A genialidade de Villa-Lobos reside na sua fusão única de técnicas composicionais modernistas europeias com os ritmos, melodias e a "alma" da música popular brasileira, especialmente o choro, resultando numa linguagem profundamente original e perfeitamente idiomática para o violão.

#### Julian Bream
O inglês Julian Bream (1933–2020) foi o grande pioneiro da geração pós-Segovia. Um virtuoso tanto na guitarra como no alaúde renascentista, ele expandiu o repertório em duas direções temporais. Para o passado, ele revitalizou a música para alaúde de compositores como John Dowland. Para o futuro, ele fez mais do que qualquer outro para trazer a guitarra para o mundo da música de vanguarda. O seu álbum de 1967, 20th Century Guitar, foi um marco que legitimou obras modernistas e atonais, rompendo deliberadamente com a estética romântico-nacionalista preferida por Segovia. Bream comissionou e estreou algumas das obras mais importantes da segunda metade do século, incluindo o Nocturnal after John Dowland de Benjamin Britten, a Sequenza XI de Luciano Berio e o Concerto para Guitarra de Malcolm Arnold.

#### A Perfeição Técnica de John Williams
O australiano John Williams (n. 1941) é frequentemente citado como o guitarrista tecnicamente mais perfeito da história. A sua clareza, precisão e controlo absoluto sobre o instrumento estabeleceram um novo padrão de virtuosismo. Aluno de Segovia, Williams popularizou ainda mais a guitarra através de álbuns de grande sucesso comercial, como as suas gravações de Bach, e colaborações que transcenderam o mundo clássico, incluindo a gravação do tema do filme O Franco-Atirador e projetos com o grupo de rock Sky.

#### O Duo Presti-Lagoya
A francesa Ida Presti (1924–1967) foi um fenómeno, uma criança-prodígio que muitos consideram uma das maiores guitarristas de todos os tempos. Juntamente com o seu marido, Alexandre Lagoya (1929–1999), formou o duo de guitarras mais lendário da história. A sua energia, a sua simbiose musical e o seu notável virtuosismo elevaram o formato de duo de guitarras a um nível de excelência nunca antes visto. Eles criaram o duo de guitarras moderno como uma entidade de concerto séria, inspirando um repertório inteiramente novo de compositores como Mario Castelnuovo-Tedesco (Concerto para Dois Violões) e Joaquín Rodrigo, que lhes dedicou o Concierto Madrigal (embora não tenham chegado a estreá-lo devido à morte prematura de Presti).

## O Violão na Música Popular e Tradicional
Para além do seu prestígio no mundo erudito, a guitarra clássica é um dos instrumentos mais difundidos e fundamentais na música popular e folclórica de todo o globo, adaptando-se a uma miríade de estilos com uma versatilidade inigualável.

### No Brasil: Choro, Samba e Bossa Nova
No Brasil, o violão é a espinha dorsal de muitos dos seus géneros musicais mais importantes.
- No Choro, o violão desempenha uma função harmónica e rítmica crucial. A invenção do violão de sete cordas foi um desenvolvimento fundamental, permitindo que o instrumentista (o baixaria) tecesse linhas de contraponto complexas e improvisadas no registo grave, dialogando com a melodia principal.
- No Samba, o violão fornece a "cama" harmónica e o balanço rítmico característico, conhecido como a "batida" de samba.
- Na Bossa nova, o violão foi reinventado por João Gilberto. Ele criou um estilo revolucionário que sintetizava as harmonias sofisticadas do jazz com uma batida sincopada derivada do samba, tocada com uma sutileza única. A sua técnica transformou o violão num instrumento autossuficiente, capaz de fornecer a harmonia, o ritmo e o baixo simultaneamente, definindo a sonoridade do género.

#### Análise: O Violão nos Afro-Sambas de Baden Powell
cujo trabalho nos Afro-Sambas é um marco na história do violão brasileiro.
O álbum Os Afro-sambas (1966), de Baden Powell e Vinicius de Moraes, representa um dos pontos mais altos da música brasileira e um marco na história do violão. O trabalho de Powell no instrumento é o elemento central que funde as tradições musicais afro-brasileiras (especialmente a música ritual do Candomblé) com a harmonia do jazz e a técnica da guitarra clássica.
A abordagem de Powell é multifacetada:
- Textura Rítmico-Harmónica: Ele cria uma base densa e percussiva, utilizando o violão para evocar os sons dos atabaques e outros instrumentos de percussão do Candomblé.
- Imitação Tímbrica: Na canção "Berimbau", Powell utiliza o violão para imitar de forma notável o timbre e os padrões rítmicos do berimbau, um instrumento icónico da capoeira.[36]
- Harmonia Modal e Jazzística: Powell emprega harmonias modais e vamps (ostinatos harmónicos) que criam uma atmosfera hipnótica, reminiscente dos cantos rituais. Sobre esta base, ele sobrepõe harmonias complexas e cromáticas do jazz, criando uma tensão e uma riqueza sonora únicas.[36]

O violão de Baden Powell nos Afro-Sambas transcende o acompanhamento; é um ato de tradução cultural, transformando o instrumento num portal entre mundos musicais distintos.

### Na Espanha: A Guitarra Flamenca e a Inovação de Paco de Lucía
A guitarra de flamenco é uma variante da guitarra clássica, adaptada para as necessidades expressivas e percussivas do flamenco. Tradicionalmente, é construída com cipreste para o fundo e as ilhargas, o que a torna mais leve e lhe confere um som mais brilhante e percussivo. Possui uma ação de cordas mais baixa e uma placa de plástico (golpeador) no tampo para proteger a madeira das batidas rítmicas (golpes) feitas com os dedos. A sua técnica inclui o rasgueado (padrões rítmicos complexos de batidas), o picado (escalas rápidas tocadas com apoyando) e o alzapúa (técnica de polegar que combina melodia e rasgueado).
Paco de Lucía (1947–2014) é universalmente considerado a figura que revolucionou a guitarra flamenca. Ele levou a técnica do instrumento a um nível de virtuosismo nunca antes imaginado, com uma velocidade e clareza de picado lendárias. Mas a sua revolução foi mais profunda:
- Inovação Harmónica: Ele introduziu harmonias complexas do jazz e da bossa nova no flamenco, expandindo a sua linguagem tradicional.
- Fusão e o Sexteto Flamenco: Paco foi pioneiro na fusão do flamenco com outros géneros, colaborando com gigantes do jazz como John McLaughlin, Al Di Meola e Chick Corea. Ele também revolucionou o formato de performance ao criar o sexteto de flamenco, adicionando ao tradicional duo de guitarra e cante o baixo elétrico, a flauta ou saxofone e, crucialmente, o cajón, um instrumento de percussão peruano que ele introduziu no flamenco e que hoje é omnipresente no género.[38]

### Em Portugal: O Acompanhamento no Fado
No Fado, a canção urbana de Portugal, a guitarra clássica — geralmente chamada de viola ou viola de fado — desempenha um papel de acompanhamento fundamental, mas distinto. A protagonista melódica é a guitarra portuguesa, com o seu som metálico e brilhante. A viola, por sua vez, fornece a base rítmica e harmónica, sustentando o canto e dialogando com os trinados da guitarra portuguesa. O estilo de acompanhamento varia entre o Fado de Lisboa, mais rítmico e visceral, e o Fado de Coimbra, tradicionalmente ligado à vida académica e com um caráter mais lírico e sereno.

## Variações do Instrumento
A partir do modelo central da guitarra clássica de seis cordas, desenvolveram-se diversas variações para cumprir funções musicais específicas, expandindo o alcance e a textura da família da guitarra.
- Violão de sete cordas: Uma variação de enorme importância no Brasil. Possui uma corda adicional grave, geralmente afinada em Dó ou Si. A sua função principal é a execução de linhas de baixo contrapontísticas (a baixaria) no choro e no samba, criando um diálogo rico com a melodia principal.
- Violão tenor: Um instrumento de menor escala, com quatro cordas, tipicamente afinado em quintas (Dó-Sol-Ré-Lá), como uma viola de arco. É apreciado pelo seu timbre brilhante e claro.
- Baixo acústico ou violão baixo: Essencialmente uma versão em grande escala da guitarra acústica, com quatro ou cinco cordas grossas afinadas como as de um baixo elétrico (Mi-Lá-Ré-Sol). É usado quando se deseja o timbre profundo de um baixo num contexto acústico.
- Guitarras com múltiplas cordas: Existem guitarras com oito, dez ou mais cordas, projetadas para expandir a tessitura do instrumento, permitindo a execução de repertório para alaúde com maior fidelidade ou facilitando a ressonância simpática. A guitarra de dez cordas, popularizada por Narciso Yepes, é um exemplo notável.